# ريتشارد نيومان (لاعب كريكت)
ريتشارد نيومان (9 أغسطس 1924 في أستراليا - 3 أغسطس 2014) (بالإنجليزية: Richard Newman)‏ هو لاعب كريكت أسترالي. لعب مع فريق تسمانيا للكريكت.

## وصلات خارجية
- ريتشارد نيومان (لاعب كريكت) على موقع إي آس بي آن كريك إنفو (الإنجليزية)